# Jazep Drazdowicz

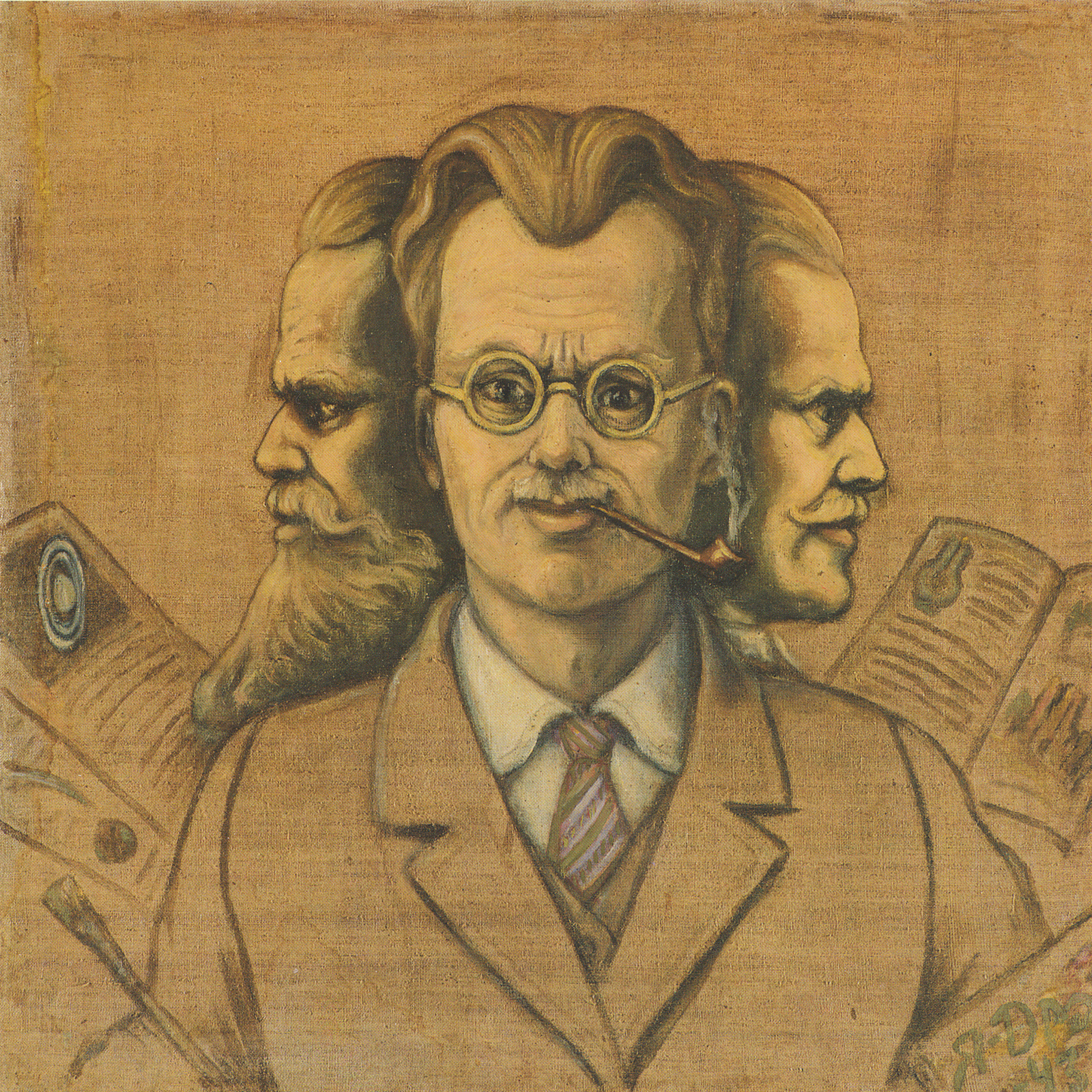
Autoportret (1943)

Jazep Narcyzawіcz Drazdowicz (biał. Язэп Нарцызавіч Драздовіч), w wersji spolszczonej Józef Drozdowicz (ur. 13 października 1888 w zaścianku Puńki, obecnie rejon głębocki, zm. 15 września 1954 w Podświlu) – białoruski malarz, grafik i rzeźbiarz.

## Życiorys
Uczył się Szkole Rysunkowej Iwana Trutniewa w Wilnie w latach 1906–1910. Nauczał rysunku w szkołach Wileńszczyzny. W 1927 założył studio malarskie w wileńskim Gimnazjum Białoruskim. Był współpracownikiem białoruskiego czasopisma satyrycznego „Małanka", a także autorem ilustracji do czasopism „Ruń" i „Wolny Sciah", jak również do książek. Malował obrazy na tematy historyczne (np. portrety książąt połockich) oraz architektoniczne; tworzył też serie grafik.